# Sam Hamm
Sam Hamm (nascut el 19 de novembre de 1955) és un guionista i escriptor de còmics estatunidenc. Hamm és conegut per escriure els esborranys inicials del guió de la pel·lícula Batman abans que aquests deures fossin lliurats a Warren Skaaren. També va rebre un crèdit de la història per El retorn de Batman (tot i que la versió final de la pel·lícula difereix significativament de les seves idees). El 2006 va guanyar el premi al millor guió al XXXIX Festival Internacional de Cinema Fantàstic de Catalunya per Masters of Horror: Homecoming.
DC Comics va convidar Hamm a escriure per a Detective Comics. El resultat va ser Batman: Blind Justice, que va presentar el mentor de Bruce Wayne, Henri Ducard. Els altres crèdits de la pantalla de Hamm inclouen Never Cry Wolf i Monkeybone.
El 2021, Hamm va tornar a la univers fílmic de Batman 1989 amb la sèrie limitada de DC Comics Batman '89, una continuació directa tant de la pel·lícula de 1989 com d'El retorn de Batman. L'equip creatiu va seguir amb Batman '89: Echoes.

## Filmografia seleccionada
| Any  | Títol                                           | Guionista | Productor executiu |      |                |    |    |
| ---- | ----------------------------------------------- | --------- | ------------------ | ---- | -------------- | -- | -- |
| Any  | Títol                                           | Guionista | Productor executiu | 1983 | Never Cry Wolf | Sí | No |
| 1989 | Batman                                          | Sí        | No                 |      |                |    |    |
| 1992 | El retorn de Batman                             | story by  | No                 |      |                |    |    |
| 1994 | M.A.N.T.I.S. (sèrie de televisió)               | Sí        | Sí                 |      |                |    |    |
| 2001 | Monkeybone                                      | Sí        | Sí                 |      |                |    |    |
| 2003 | Haunted Lighthouse (4-D curtmetratge)           | Sí        | No                 |      |                |    |    |
| 2005 | Masters of Horror: Homecoming (S1E6)            | Sí        | No                 |      |                |    |    |
| 2006 | Masters of Horror: The Screwfly Solution (S2E7) | Sí        | No                 |      |                |    |    |